# Meervlakte
De Meervlakte is de naam van een vlak en laaggelegen gebied in de Indonesische provincie Papoea op het eiland Nieuw-Guinea. De vlakte heeft een lengte van ongeveer 400 kilometer en een breedte van gemiddeld 150 kilometer en ligt vrijwel ingesloten door gebergten. Ten zuiden van de Meervlakte ligt het centrale hooggebergte van Nieuw-Guinea, ten noorden ervan het Van Reesgebergte.
De Meervlakte wordt doorsneden door twee grote rivieren. De Rouffaer (in het Indonesisch Tariku geheten) ontspringt in het Jayawijaya-gebergte of Sneeuwgebergte, het westelijke en hoogste deel van het centrale hooggebergte van Nieuw-Guinea (zie ook Puncak Jaya). De Rouffaer stroomt in oostelijke richting. De Idenburg (in het Indonesisch Taritatu) stroomt in westelijke richting. De rivier ontspringt in het oostelijke deel van het Van Reesgebergte, maar wordt ook gevoed door rivieren die ontspringen in het Sterrengebergte, het oostelijke deel van het centrale hooggebergte, onder andere door de bergrivier de Sobger. Midden in de Meervlakte ontmoeten beide rivieren elkaar en vloeien ineen tot de Mamberamo, een van de grootste rivieren van Nieuw-Guinea. De Mamberamo doorsnijdt het Van Reesgebergte in noordelijke richting en mondt uit in de Grote Oceaan. 
De Meervlakte is vrijwel geheel begroeid met tropisch laaglandoerwoud. In de regentijd zijn grote delen van de vlakte overstroomd. De Meervlakte is slechts op enkele plaatsen bewoond.